# ZUT (groupe)
Pour les articles homonymes, voir Zut.
ZUT est un groupe musical français formé en 2000, s'adressant à un jeune public et explorant de nombreux styles musicaux.

## Historique du groupe
Frédéric Durieux, Francis Medoc et Philippe Marsal forment le trio qui écrit, compose et arrange les chansons. Ils se sont rencontrés en 1988, au Studio des Variétés, alors que chacun était déjà musicien et par ailleurs directeur de centre de loisirs, pour Frédéric. En 2000, ils décident de composer pour les enfants sans rompre avec les styles musicaux auxquels ils sont habitués et publient le premier album de ZUT.
Sur scène ou en studio, ils ont partagé le micro avec Tom Diakité, Vanessa Guedj, Didier Wampas, Clarika, Luce, Véronique Jannot, Yves Jamait, Jean-Jacques Milteau, Les Voisins du dessus, Pascal Parisot, Marie Faye, Maureen Dor, Jean-Jacques Nyssen, Tryo, Aldebert, Pierre Perret, etc.
Alors que le groupe célèbre ses vingt ans et prépare un album anniversaire, il annonce signer au sein du label Panthéon d'Universal Music France.

## Principales scènes et concerts
- 2005 : Espace culturel l'Hermine de Sarzeau
- 2006 : Festival Chorus
- 2008 : les Francofolies de La Rochelle
- 2007 : Le Bataclan
- 2009 : L'Alhambra
- 2011 : L'Olympia, les Francofolies de Spa
- 2012 : La Cigale
- 2013 : le Zénith de Paris
- 2015 : La Cigale

## Discographie
- 2000 : Chansons pour faire la fête
- 2001 : Aujourd'hui c'est Halloween
- 2003 : Zut ! Zut ! Zut !!!
- 2005 : Mon œil !
- 2007 : Blablabus
- 2008 : Fête ton anniversaire avec ZUT
- 2010 : Et qu'ça saute !
- 2012 : ABCD... ZUT
- 2013 : Zut, c'est Noël !
- 2016 : Zut Y'a un bug!
- 2018 : ZUT fête Noël !
- 2020 : 20/20 (album anniversaire avec de nouvelles interprétations de titres du groupe par des invités)

## Musiques pour dessins animés
- 2004 : Trotro : Musique et interprètes du générique
- 2005 : Kiri le clown : Musique
- 2014 : L'Âne Trotro : Musique

## Musiques pour comédies musicales
- 2014 : Trotro fait son cirque ! (Folies Bergère)

### Membre du groupe
- Francis Medoc : chant, guitare, percussions
- Frédéric Durieux : chant, accordéon, clavier
- Philippe Marsal : chant, guitare
- Gilles Saucet : basse, contrebasse
- Jérémy Lainé : batterie
- Gildas Thomas : chant, guitare
- Christian Callot : hélicon
- Sarah Sandre : voix de la maîtresse et de la maman
- Corinne Médoc : autre voix maman
- Tati Christiane : voix de la mamie

#### Anciens membres
- Freddy Montigny : percussions
- Sylvain Dutouquet : tuba
- Jean-Jacques Nyssen : trompette
- Nico Le Thuaut : oreilles de DJ